# Dwie strony świata
Dwie strony świata – album studyjny polskiego zespołu producenckiego Steel Banging. Dwupłytowe wydawnictwo ukazało się 15 maja 2015 roku nakładem wytwórni muzycznej Step Records. Gościnnie w nagraniach wzięli udział m.in. Peja, Toro Loco, Lil Vee, Young Brown, G'D UP Gangsters, Śliwa i Kroolik Underwood.
Dzień przed premierą pierwszy nośnik został udostępniony w formie digital stream na kanale YouTube – Step Records. Natomiast druga płyta została udostępniona 19 maja.
Album dotarł do 12. miejsca polskiej listy przebojów – OLiS.

## Lista utworów
Opracowano na podstawie materiału źródłowego.
| CD 1 1. „Intro” 2. „Pierwiastek bloków” (gościnnie: Paluch, Sobota) 3. „Pomocna dłoń” (gościnnie: Ero, Siwers, Bob One) 4. „Nie zatrzymasz mnie” (gościnnie: Lukasyno, Bilon, KęKę) 5. „West Coast” (gościnnie: Peja, Śliwa, Kroolik Underwood) 6. „Podwórkowy rap” (gościnnie: Bonus RPK, Parol Syndykat, Gabi) 7. „Ulica to nie gra” (gościnnie: Żary, AK-47, Egon) 8. „Czekam” (gościnnie: Dixon37) 9. „Gra pozorów” (gościnnie: Ten Typ Mes, Brahu) 10. „Przez pryzmat muzyki” (gościnnie: Parzel, Siupacz, HDS) 11. „Nigdy nie zamykaj oczu” (gościnnie: Kali, Hipotonia WIWP) 12. „Brudna robota” (gościnnie: Dobo ZDR, Nizioł, Kaczy, Krimeson Grz) 13. „Nie zawsze” (gościnnie: Małach, Rufuz) 14. „Umiejętności” (gościnnie: Kaczor, Pih) 15. „Prosty rap” (gościnnie: WSRH, Hudy HZD, Cira) 16. „Droga donikąd” (gościnnie: Wysoki Lot) 17. „Napad” (gościnnie: Kaen, Juras) 18. „N H Street” (gościnnie: $zajka) |  | CD 2 1. „Still Rollin” (gościnnie: Mr. Criminal, Midget Loco, Fiesty2Gunz, Raaso Rax) 2. „We ride” (gościnnie: Mr Patron, Rush Wun) 3. „L.A. Life” (gościnnie: Huero Snipes) 4. „Here I Come” (gościnnie: Baldacci) 5. „They Hate On Me” (gościnnie: Caliboy, Playboy, Lil Yogi YBE) 6. „My Neighbor Hoodqueen” (gościnnie: Doll-E Girl, Young Brown) 7. „Murder Beats” (gościnnie: G'D UP Gangsters) 8. „Ambition” (gościnnie: Lyrik) 9. „Stackin” (gościnnie: Jay Brown, C Blunt, Rhythm) 10. „Catch Me Dippin” (gościnnie: Lil Yogi YBE, Caliboy) 11. „Steel Banging” (gościnnie: Toro Loco, Lil Vee, Young Brown, G'D UP Gangsters, Midget Loco, Travie) 12. „Worldwide” (gościnnie: Sleepy Malo, Solo Sinatra, Spanky Spanks) 13. „Get Blown” (gościnnie: Dawg, Smilone) 14. „Thug Mundo” (gościnnie: Mr Yosie Locote, Triste De Nemesis, Lucky13) 15. „Gangsta West Coast” (gościnnie: Sicc2Sicc, Gansters) 16. „Hustlaz and killers” (gościnnie: PSM, Mr Patron, Soul Free) 17. „1st Street Bridge” (gościnnie: Midget Loco, Lady J) 18. „Outro” |